# Ahmed Khalfan Gailani
Khalfan Gailani, de nationalité tanzanienne, est un détenu de Guantanamo, accusé d'avoir participé à l'organisation des attentats de Nairobi et Dar-es-Salaam en 1998, revendiqués par Al-Qaïda. 
Arrêté en juin 2004, à Lahore, au Pakistan, il fut transféré en 2006 au camp de Guantanamo, puis transféré en juin 2009, sous l'administration Obama, devant une juridiction fédérale.
Premier et unique « combattant ennemi » jusqu'à présent à avoir été jugé devant une juridiction civile, il a été reconnu coupable, en novembre 2010, de conspiration pour destruction de biens américains, et innocenté des 284 autres chefs d'accusation portés contre lui, notamment de meurtres multiples. Bien que susceptible de passer de 20 ans à la perpétuité en prison, ce verdict a conduit les républicains à exiger que les détenus extra-judiciaires des États-Unis soient jugés devant les commissions militaires de Guantanamo plutôt que devant des juridictions civiles, lesquelles écartent les aveux et témoignages obtenus à l'aide de la torture. Il a finalement été condamné à perpétuité et incarcéré dans une prison haute sécurité, ADX Florence au Colorado.

## Capture
Il a été interpellé par l'armée en compagnie de Naim Noor Khan, un ingénieur pakistano-britannique. Deux plans d'attaque auraient été retrouvés sur les disques durs de leurs ordinateurs :
- l'un contre les sièges du FMI et de la Banque mondiale à Washington ;
- l'autre contre le métro de Londres, dont la précision des repérages effectués et des informations recueillies, avait conduit les services antiterroristes britanniques à mener une grande vague d'arrestations dans les milieux islamistes pakistanais du « Londonistan ».

En 2006, il fut transféré au camp de Guantanamo avec d'autres détenus importants.

## Procès
En juin 2009, il devenait le premier détenu de Guantanamo à être transféré devant une juridiction de droit commun,. On l'accuse notamment d'avoir repéré les lieux des attentats de 1998, d'avoir obtenu le matériel explosif (du TNT) et d'avoir guidé le kamikaze égyptien. Néanmoins, en octobre 2010, le juge Lewis A. Kaplan a rejeté le témoignage d'un chauffeur de taxi tanzanien, Hussein Abebe, qui devait déclarer avoir vendu le TNT à Gailani. Le tribunal a motivé sa décision en affirmant que la CIA avait appris l'existence du chauffeur en torturant Gailani, rendant ce témoignage nul et non avenu.
En novembre 2010, après cinq jours de délibération, le jury le reconnaît coupable d'un seul chef d'accusation, à savoir conspiration pour destruction de biens américains, sur les 285 portés contre lui (dont meurtres multiples et tentatives de meurtres), qui peut cependant lui valoir 20 ans de prison  au minimum, voire la prison à perpétuité. Ce verdict, communiqué par le juge de district Lewis A. Kaplan, a conduit le républicain Peter T. King, prochain président de la Commission sur la sécurité à la Chambre des représentants, à demander que les autres détenus de Guantanamo soient jugés devant des commissions militaires, dont le seuil d'acceptation des preuves est plus laxiste,. Une loi a notamment interdit au Pentagone de financer le transfert de prisonnier de Guantanamo vers le sol américain.
Le 25 janvier 2011, il est condamné à la prison à vie sans possibilité de libération.